# Решица
Решица (на румънски: Reșița) е град в Румъния, административен център на окръга Караш-Северин, в Банат. Населението на града е 73 282 души (по данни от преброяването от 2011 г.).